# Strahilovo, Veliko Tărnovo
Strahilovo (în bulgară Страхилово) este un sat în comuna Polski Trămbeș, regiunea Veliko Tărnovo,  Bulgaria. 

## Demografie
Componența etnică a satului Strahilovo
     Nicio identificare (7,39%)
     Bulgari (88,58%)
     Romi (4,02%)
     Turci (0%)
La recensământul din 2011, populația satului Strahilovo era de 920 locuitori. Din punct de vedere etnic, majoritatea locuitorilor (88,58%) erau bulgari, cu o minoritate de romi (4,02%). Pentru 7,39% din locuitori nu este cunoscută apartenența etnică.